# 渡船街 (香港)

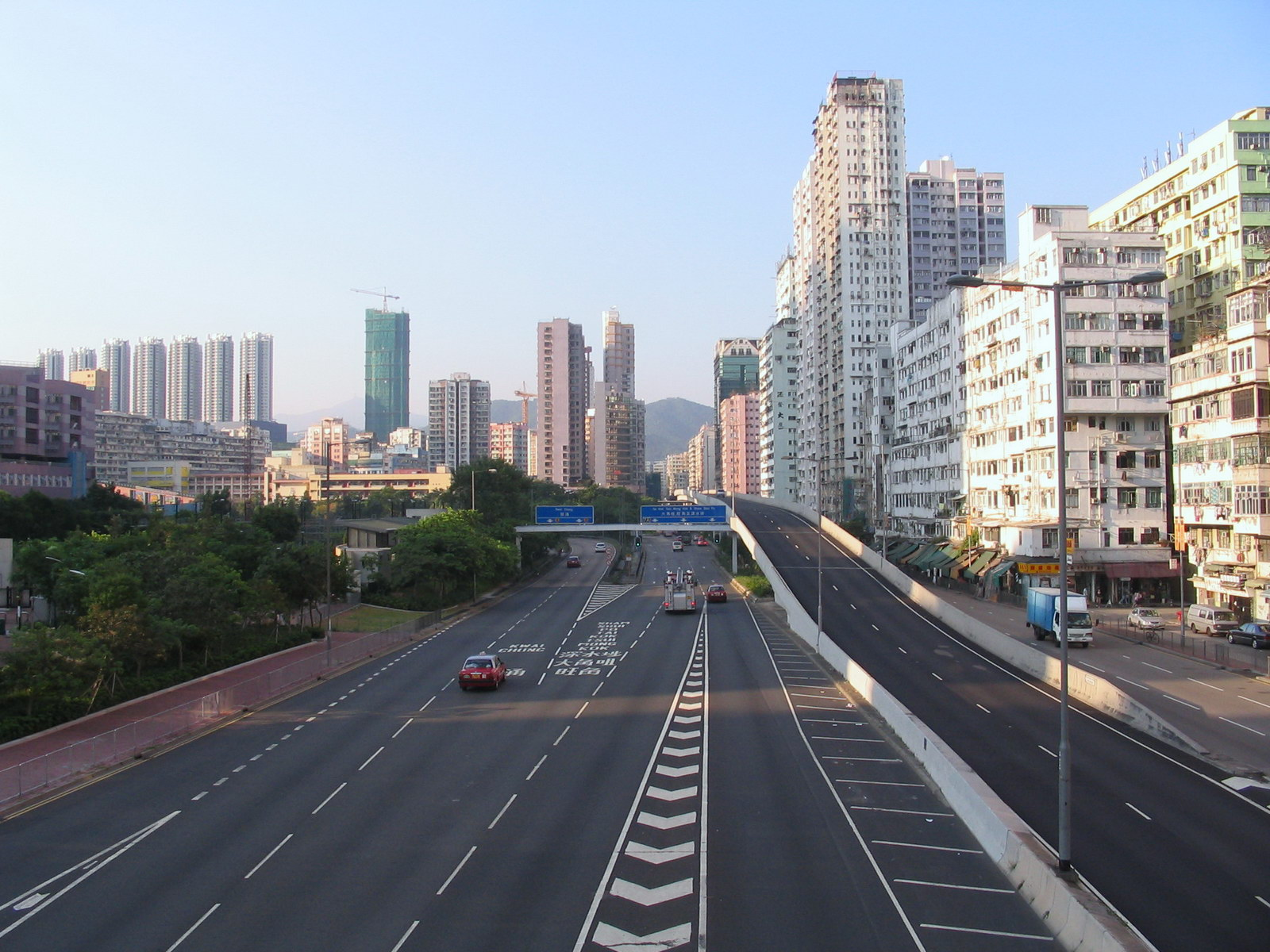
2007年的渡船街

渡船街（英語：Ferry Street）位於香港九龍西近油麻地渡船角一帶，是連接旺角、尖沙咀及紅磡的主幹道。南接佐敦道與廣東道，北接旺角奶路臣街及塘尾道。昔日的渡船街位於舊油麻地避風塘海邊。九十年代西九龍未填海前，這裡是九龍的海旁。

## 簡介
1947年5月24日香港政府刊憲將佐敦道以北及與偉晴街平行而位于其西面道路命名為渡船街。現時渡船街部份路段都有自加士居道天橋延伸的高架道路（稱為渡船街天橋），並在窩打老道至登打士街之間的地面路段匯合，連接西九龍走廊西前往荔枝角道、或繼續沿渡船街前往大角咀、旺角以至更北的深水埗。反方向則可由西九龍走廊經渡船街天橋接駁加士居道天橋，前往紅磡或經紅磡海底隧道往香港島，亦可沿地面前往尖沙咀，或經油麻地交匯處接駁西區海底隧道往港島西。上述地面路段及天橋為香港5號幹線的一部份，亦令渡船街成為全港唯一一條以「街」命名的幹線道路。在渡船街天橋底近油麻地果欄有一落貨區供店主使用。
渡船街天橋為前往紅隧的主要道路及九龍東西連絡路線之一，每日交通都非常繁忙和擠塞；加上渡船街天橋連接加士居道的設計未有預留擴展空間，導致往加士居道天橋方向在舊油麻地警署附近出現4線變單線（從西九龍走廊而來的2線，及在油麻地果欄上橋的2線，匯合成只有單線）的嚴重樽頸位，每當繁忙時間，渡船街天橋南行（屬於5號幹線東行）必定塞車。而渡船街天橋須穿過油麻地停車場大廈以接駁加士居道天橋，令該樽頸位無法擴闊，結果渡船街天橋的擠塞情況日益惡化，更成為交通黑點之一。由此處往紅隧港島出口，平均更要30分鐘。紅隧因收費較便宜，尤其是近年西隧多次加價，令更多車輛經過西九龍公路會左轉麗翔道，經渡船街改行紅隧前往香港島，因此渡船街天橋南行即使在非繁忙時間也會嚴重擠塞。預計在中九龍幹線落成，分流九龍東西方向的交通後，情況有所改善。

## 交匯街道
按門牌號碼順序列出：
- 廣東道
- 佐敦道
- 文匯街
- 文英街
- 文苑街
- 文蔚街
- 文昌街
- 西貢街
- 欣翔道
- 甘肅街
- 眾坊街
- 翱翔道
- 麗翔道
- 窩打老道
- 碧街
- 西九龍走廊
- 登打士街
- 山東街
- 奶路臣街
- 櫻桃街
- 亞皆老街
- 塘尾道

## 沿線建築物
- 文華新村
- 油麻地果欄
- 櫻桃街公園

## 圖集

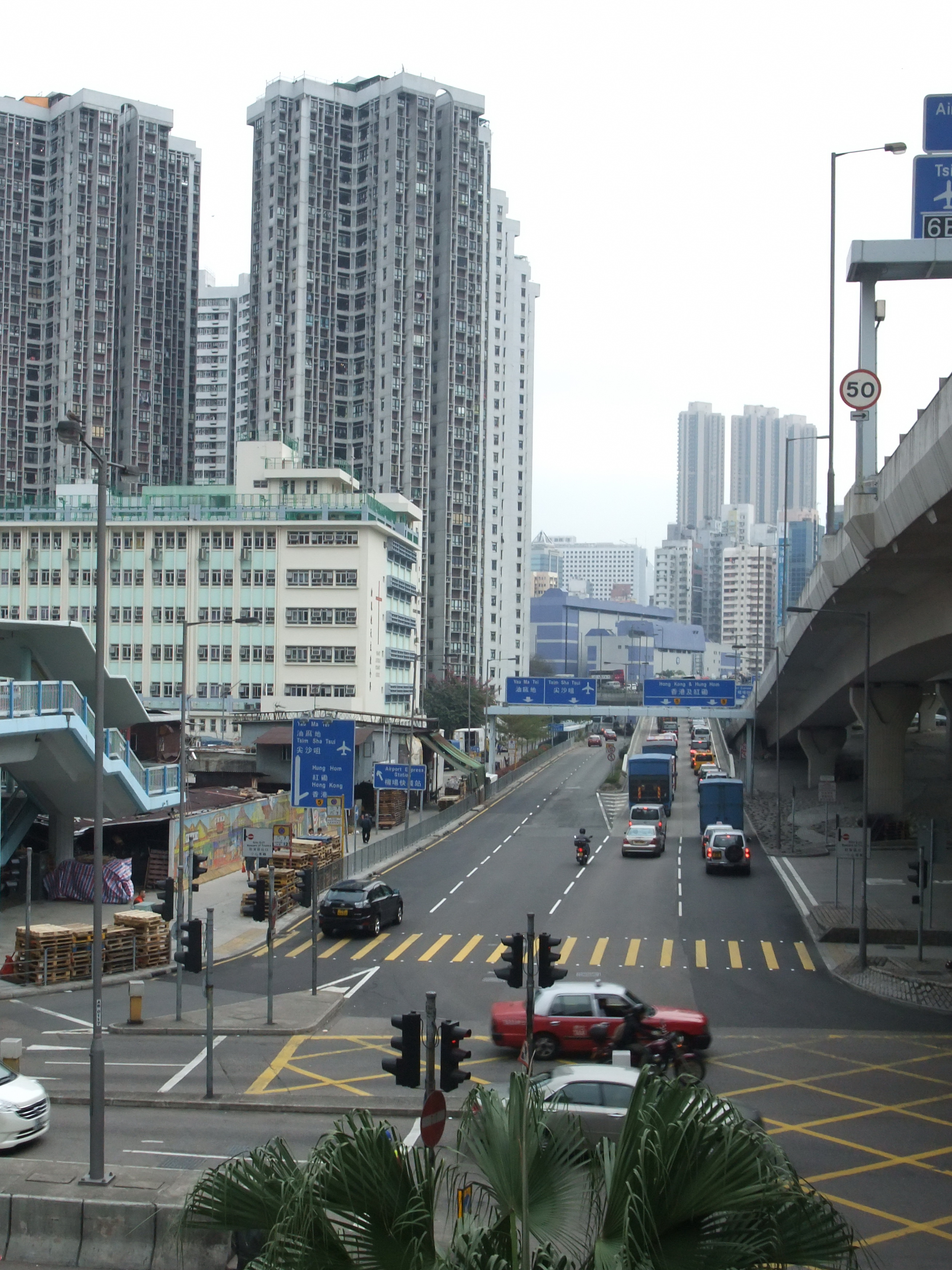
窩打老道（前方道路）以南的一段渡船街。左方為油麻地果欄。右方高架道路為渡船街天橋。
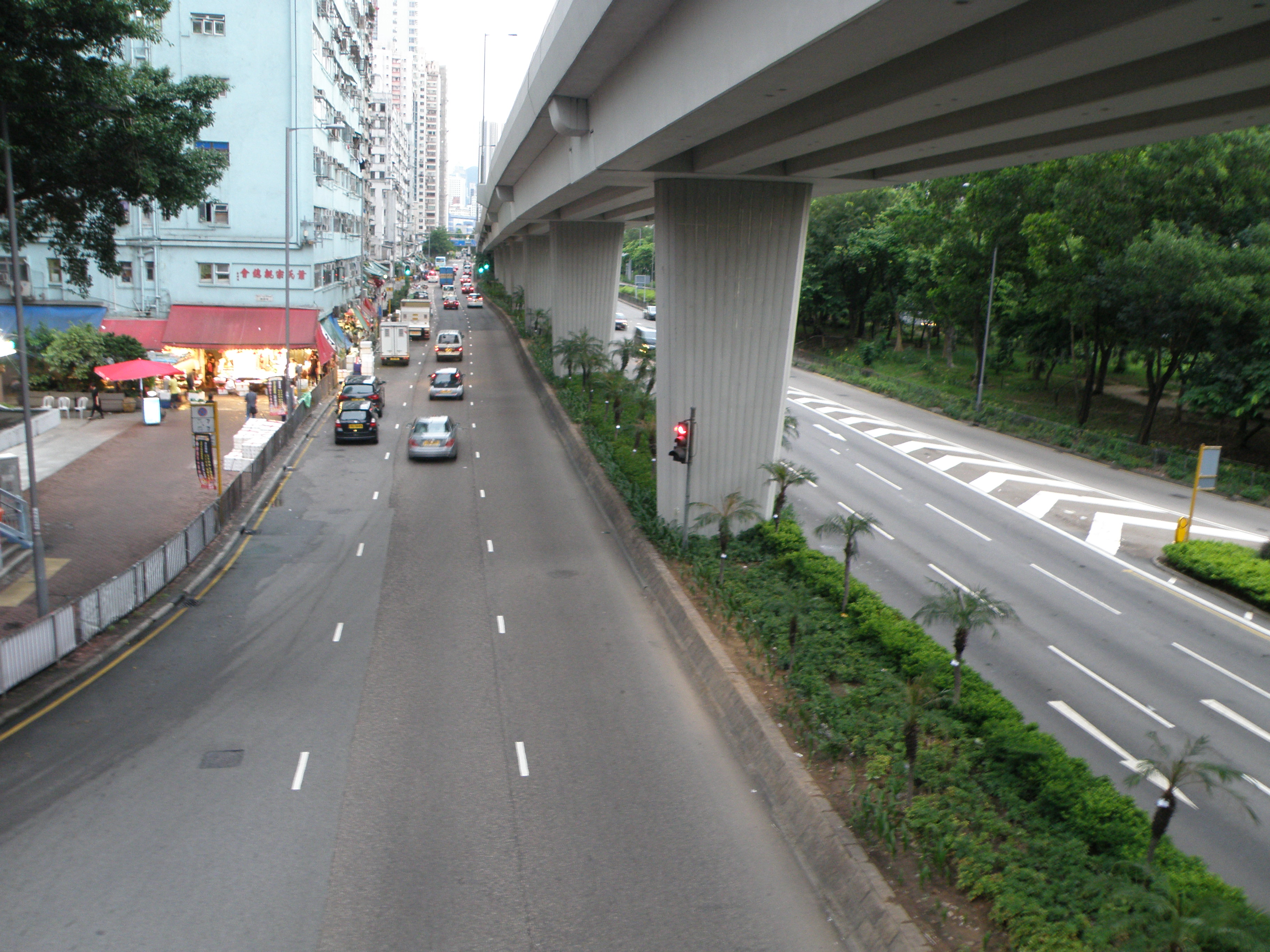
渡船街北端（靠近塘尾道）
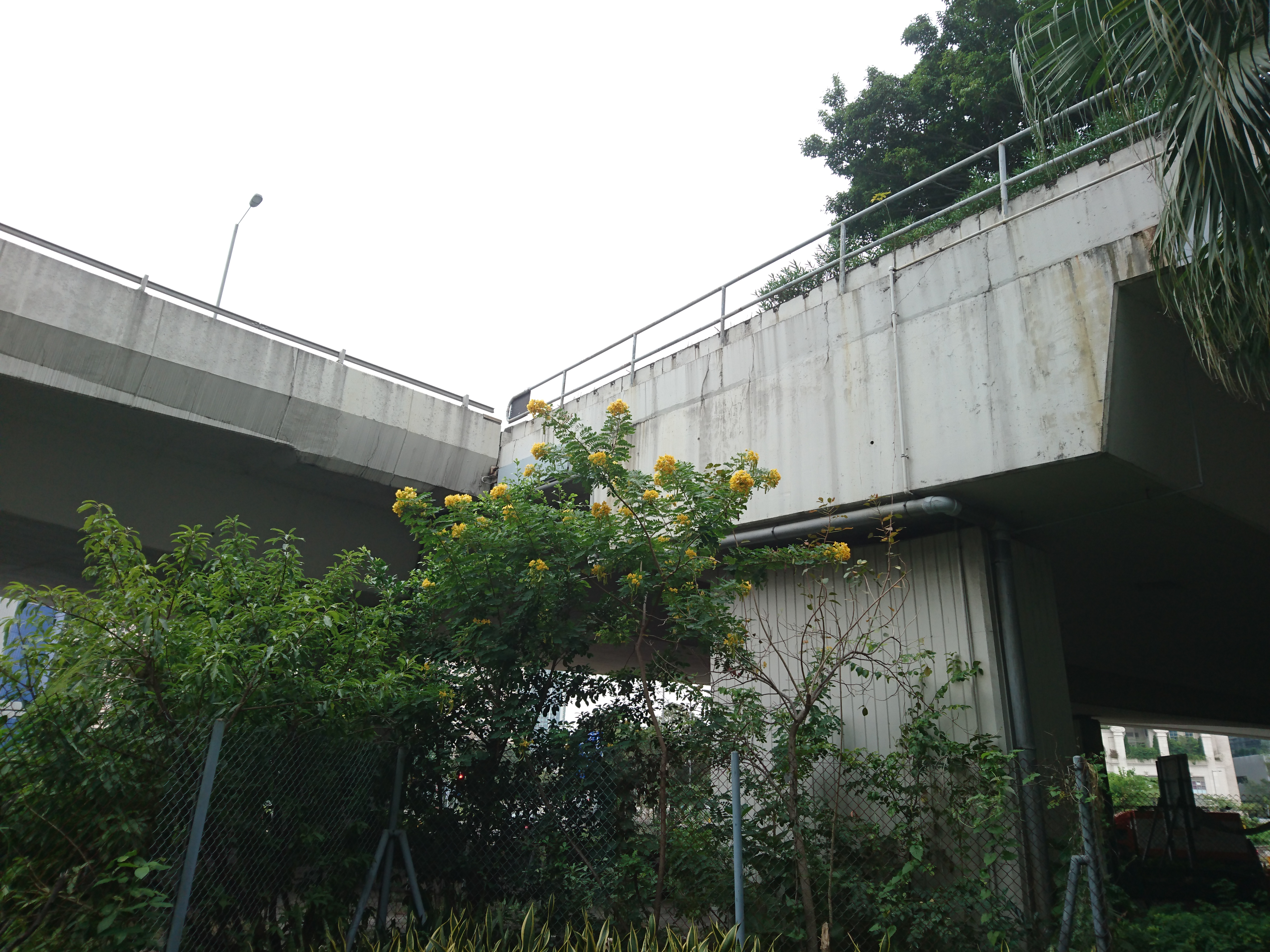
渡船街天橋近油麻地警署的預留位，供日後擴寬時使用。

## 外部連結
- 香港新舊照片比較－渡船街 （页面存档备份，存于）

| 论 编 | 香港5號幹線 |  |
| |             |  |
| 啓福道 – 啟德隧道 – 東九龍走廊 – 漆咸道北 – 漆咸道南 – 加士居道天橋 – 渡船街天橋 – 西九龍走廊及西九龍走廊西 – 荔枝角道 – 葵涌道（包括荔枝角大橋） – 荃灣路 |             |  |
| |             |  |